# كلوريد السيانوجين
كلوريد السيانوجين هو مركب غير عضوي , ثلاثي الذرات صيغته NCCl موجود في الحالة الغازية عديم اللون يتكثف بسهولة 
يستخدم على نطاق واسع في التحاليل الحيوية الكيميائية

## تركيبه , خصائصه الرئيسية,بناؤه
كلوريد السيانوجين(CNCl, ClCN) هوجزيء خطي مثل هاليدات السيانوجين (NCF, NCBr, NCI) , يرتبط الكربون مع الكلور برابطة أحادية في حين يرتبط الكربون مع ذرة النيتروجين برابطة ثلاثية, 
ينتج بأكسدة سيانيد الصوديوم والكلور, باستخدام وسيط CN2 خلال التفاعل التالي:
NaCN  +  Cl2  →  ClCN  +  NaCl
ومن ثم يتحلل ببطء لإطلاق سيانيد الهدروجين
ClCN  +  H2O  →  HCN  +  HOCl

## التطبيقات
يستخدم كاشف للمركبات العضوية

## الوقاية
كلوريد السيانوجين مركب شديد السُمِّيَة , استخدم مرة واحدة في الحرب الكيميائية يؤذي العين والجهاز التنفسي بشكل مباشر وقد يسبب التعرض له الشعور بالنعاس والسيلان(رشح الأنف), احتقان في الحلق , تخثر الدم,السعال , ارتباك , غثيان , قيء, فقدان الوعي , تشنجات , شلل كذلك الوفاة 
تكمن خطورة في قدرته على اختراق الأقنعة الغازية , وهو مركب غير مستقر بسبب البلمرة